# 四国アライアンス証券
四国アライアンス証券株式会社（しこくアライアンスしょうけん、英語：Shikoku Alliance Securities Co.,Ltd.）は、愛媛県松山市に本社を置く証券会社で、伊予銀行の完全子会社である。

## 概要
2012年に設立。四国に本店を置く地方銀行が証券子会社を設立するのは初めてである。
愛媛県内の伊予銀行店舗内に店舗を設置している。2013年10月には、八幡浜支店を開設し愛媛県内全域を網羅する体制が整備された。
2016年11月に伊予銀行・百十四銀行・阿波銀行・四国銀行が包括提携契約「四国アライアンス」を締結。包括提携では提携した4行でのいよぎん証券の活用が盛り込まれており、2017年4月28日には百十四銀行・阿波銀行・四国銀行にていよぎん証券の商品取り扱いを開始。提携各行でいよぎん証券の共同活用を促す為、2018年4月2日付で社名を「四国アライアンス証券株式会社」に変更した。

## 沿革
- 2012年
  - 2月2日 - いよぎん証券株式会社設立。
  - 10月1日 - 営業開始[5]。
  - 10月10日 - 新居浜支店を新設。
  - 10月17日 - 今治支店を新設。
  - 10月23日 - 宇和島支店を新設。
- 2013年10月2日 - 八幡浜支店を新設。
- 2017年
  - 4月5日 - 四国中央支店を新設。
  - 4月28日 - 阿波銀行・四国銀行・百十四銀行にて商品取り扱いを開始[6]。
- 2018年
  - 4月2日 - 四国アライアンス証券株式会社に社名変更。

## 店舗
伊予銀行の店舗内に店舗が設けられている。
- 本店営業部： 愛媛県松山市三番町4丁目4番地6 松山センタービル2号館1階
- 新居浜支店： 愛媛県新居浜市繁本町5-20（伊予銀行新居浜支店2階）
- 今治支店： 愛媛県今治市常盤町4丁目2-1（伊予銀行今治支店4階）
- 四国中央支店：愛媛県四国中央市三島中央1丁目5の16（伊予銀行三島支店3階）
- 八幡浜支店： 愛媛県八幡浜市380の1（伊予銀行八幡浜支店内）
- 宇和島支店： 愛媛県宇和島市新町2丁目8-3（伊予銀行宇和島支店内）